# Athetis caeca
Athetis caeca là một loài bướm đêm trong họ Noctuidae.